# Urzuty (województwo lubuskie)
Urzuty – wieś w Polsce położona w województwie lubuskim, w powiecie zielonogórskim, w gminie Nowogród Bobrzański.
W latach 1975–1998 miejscowość należała administracyjnie do województwa zielonogórskiego.

## Zabytki
- dwór z początku XIX wieku.

## Demografia
Liczba mieszkańców miejscowości w poszczególnych latach:
| Rok  | Ilość mieszkańców |
| ---- | ----------------- |
| 1998 | 283               |
| 2002 | 251               |
| 2009 | 242               |
| 2011 | 255               |
| 2021 | 270               |